# Emanuel Grim

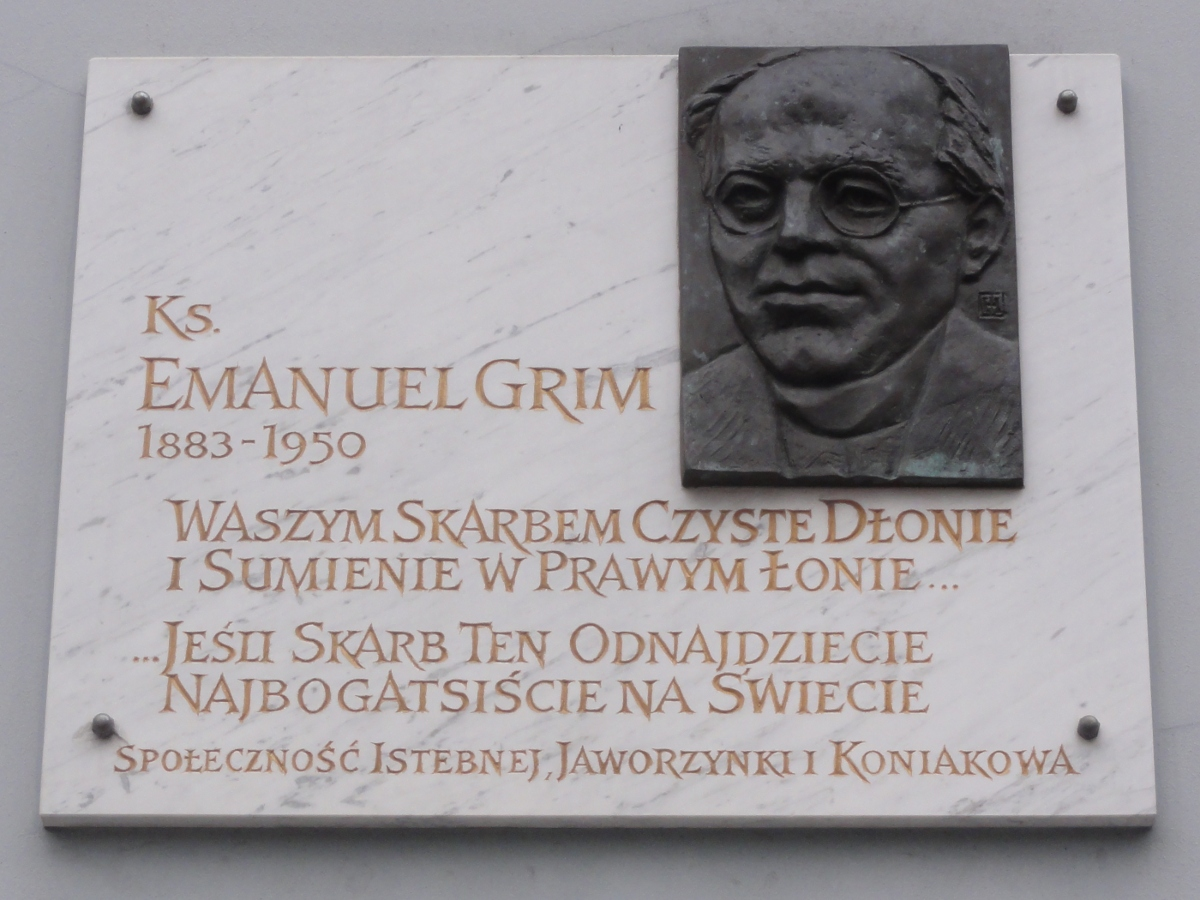
Tablica poświęcona Emanuelowi Grimowi w Istebnej

Emanuel Grim ps. Ema G, Promienisty, Ślązak (ur. 1 stycznia 1883 w Karwinie (Śląsk Cieszyński), zm. 18 października 1950 w Cieszynie) – polski ksiądz rzymskokatolicki, literat, działacz społeczny i polityczny, z zamiłowania folklorysta, śląskoznawca.

## Życiorys
Pochodził z rodziny górniczej. Szkołę ludową ukończył w miejscowości rodzinnej, w latach 1896–1904 uczył się w Gimnazjum Macierzy Szkolnej w Cieszynie. Należał w tym czasie do tajnych organizacji: Promień i Jedność. W 1904 roku uzyskał świadectwo maturalne i podjął studia teologiczne w Widnawie. Po czterech latach studiów otrzymał święcenia kapłańskie. Pierwszą placówka ks. Grima był Rychwałd. Później pracował w dwóch placówkach – w Zebrzydowicach i Jabłonkowie. W roku 1913 objął probostwo w Górkach Wielkich, a w 1917 w Istebnej, gdzie zarządzał parafią aż do wybuchu wojny. W latach 1935–1937 był proboszczem i dziekanem w Skoczowie, a po tym okresie powrócił do Istebnej. W czasie pracy w Istebnej współpracował ze środowiskiem literackim i artystycznym – utrzymywał bliskie kontakty z Zygmuntem Wasilewskim, Janem Sztaudyngerem, Feliksem Nowowiejskim, Julianem Fałatem, Janem Kuglinem i innymi. Od 1926 roku pełnił funkcję członka Rady Wojewódzkiej w Katowicach, był bliskim współpracownikiem wojewody Michała Grażyńskiego. W działalności społeczno-politycznej był związany ze Związkiem Śląskich Katolików, od 1929 roku był jego prezesem. W roku 1938 został wiceprezesem Okręgu Śląskiego Obozu Zjednoczenia Narodowego.
Z jego twórczości najbardziej znana jest poezja: Znad brzegów Olzy, Znad źródeł Olzy. Wśród jego innej twórczości znajdziemy między innymi dramaty: Jasełka śląskie, Dwa orły śląskie, Pięć chwil z życia Stalmacha i Miarki, Wanda, Dla Ciebie Polsko!. Warto wspomnieć o jego działalności publicystycznej, w której pisał o znanych śląskich postaciach – Pawle Stalmachu, Karolu Miarce czy księdzu Józefie Londzinie.
W jego twórczości można też znaleźć Baśnie z Podbeskidzia Śląskiego, Bojki śląskie, poemat Ondraszek oraz najbardziej cenione przez środowisko literackie O Kubie szałaśniku i jego córce Dorce, Istebna oraz Ze wspomnień. Na okres międzywojenny przypada najbardziej płodny okres jego twórczości.
Czas drugiej wojny światowej spędził w Krakowie i w Chochołowie k. Zakopanego. W 1945 roku powrócił do Istebnej, trzy lata później w „Zaraniu Śląskim” opublikował swoje ostatnią publikację – szkic pt. Stulecie „Tygodnika Cieszyńskiego”. 
Nie działał społecznie po wojnie, choć sympatyzował z ruchem księży patriotów, współpracował też ze świeckim Caritasem. Pochowany został na cmentarzu parafialnym przy katolickim kościele pw. Dobrego Pasterza w Istebnej.

## Ordery i odznaczenia
- Krzyż Oficerski Orderu Odrodzenia Polski (27 listopada 1929)[4]
- Złoty Krzyż Zasługi
- Srebrny Wawrzyn Akademicki (5 listopada 1935)[5]
- Gwiazda Górnośląska
- Krzyż Śląski